# Катапсиёхан
Катапсиёхан (устар. Катапси-Юган) — река в России, протекает по Ямало-Ненецкому АО. Устье реки находится в 142 км по левому берегу реки Левая Хетта. Длина реки составляет 73 км.

## Данные водного реестра
По данным государственного водного реестра России относится к Нижнеобскому бассейновому округу, водохозяйственный участок реки — Надым. Речной бассейн реки — Надым.
Код объекта в государственном водном реестре — 15030000112115300049518.